# Cama de gato

Começando a jogar cama-de-gato

Cama-de-gato é uma brincadeira infantil em que se constrói formas com barbantes presos às mãos. O objetivo da brincadeira é conseguir passar o barbante na mão de outra pessoa mudando a forma, mas sempre recuperando a forma de "X".